# Adelans-et-le-Val-de-Bithaine
 Adelans-et-le-Val-de-Bithaine  es una población y comuna francesa, situada en la región de Franco Condado, departamento de Alto Saona, en el distrito de Lure y cantones de Saulx y Lure-Nord.

## Demografía
| 214 | 200 | 183 | 219 | 285 | 251 | 305 |
| Para los censos de 1962 a 1999 la población legal corresponde a la población sin duplicidades (Fuente: INSEE [Consultar]) |     |     |     |     |     |     |